# Công nghệ nano
Công nghệ nano là việc sử dụng vật chất ở quy mô nguyên tử, phân tử và siêu phân tử cho các mục đích công nghiệp. Mô tả phổ biến sớm nhất về công nghệ nano đề cập đến mục tiêu công nghệ cụ thể là thao tác chính xác các nguyên tử và phân tử để chế tạo các sản phẩm có quy mô vĩ mô, ngày nay còn được gọi là công nghệ nano phân tử. Sau đó, một mô tả khái quát hơn về công nghệ nano đã được thiết lập bởi Sáng kiến Công nghệ Nano Quốc gia (NNI) tại Hoa Kỳ, định nghĩa công nghệ nano là sự điều khiển vật chất với ít nhất một kích thước có kích thước từ 1 đến 100 nanomet. Định nghĩa này phản ánh thực tế rằng các hiệu ứng cơ lượng tử rất quan trọng ở quy mô lĩnh vực lượng tử này, và do đó định nghĩa đã chuyển từ một mục tiêu công nghệ cụ thể sang một hạng mục nghiên cứu bao gồm tất cả các loại nghiên cứu và công nghệ xử lý các tính chất đặc biệt của vật chất dưới ngưỡng kích thước đã cho. Do đó, người ta thường xem dạng số nhiều "công nghệ nano" cũng như "công nghệ kích thước nano" để chỉ phạm vi rộng của các nghiên cứu và ứng dụng có đặc điểm chung là kích thước.

Fullerene, ống nano carbon: các vật liệu nano quy mô phân tử được công nghệ nano sử dụng cho mục đích công nghiệp.

Công nghệ nano được xác định theo kích thước là rộng lớn một cách tự nhiên, bao gồm các lĩnh vực khoa học đa dạng như khoa học bề mặt, hóa học hữu cơ, sinh học phân tử, vật lý bán dẫn, lưu trữ năng lượng, kỹ thuật, chế tạo vi mô, và kỹ thuật phân tử. Các nghiên cứu và ứng dụng liên quan cũng đa dạng như nhau, từ mở rộng của vật lý thiết bị thông thường đến các cách tiếp cận hoàn toàn mới dựa trên quá trình tự lắp ráp phân tử, từ việc phát triển các vật liệu mới với kích thước trên quy mô nano đến điều khiển trực tiếp vật chất ở quy mô nguyên tử.
Các nhà khoa học hiện đang tranh luận về những tác động của công nghệ nano trong tương lai. Công nghệ nano có thể tạo ra nhiều vật liệu và thiết bị mới với rất nhiều ứng dụng, chẳng hạn như trong y học nano, điện tử nano, sản xuất vật liệu sinh học năng lượng và các sản phẩm tiêu dùng. Mặt khác, công nghệ nano đặt ra nhiều vấn đề tương tự như bất kỳ công nghệ mới nào, bao gồm những lo ngại về tính độc hại và tác động môi trường của vật liệu nano, và những tác động tiềm tàng của chúng đối với kinh tế toàn cầu, cũng như suy đoán về các kịch bản ngày tận thế khác nhau. Những lo ngại này đã dẫn đến một cuộc tranh luận giữa các nhóm vận động và chính phủ về việc liệu các quy chế về công nghệ nano có được đảm bảo hay không.

## Nguồn gốc

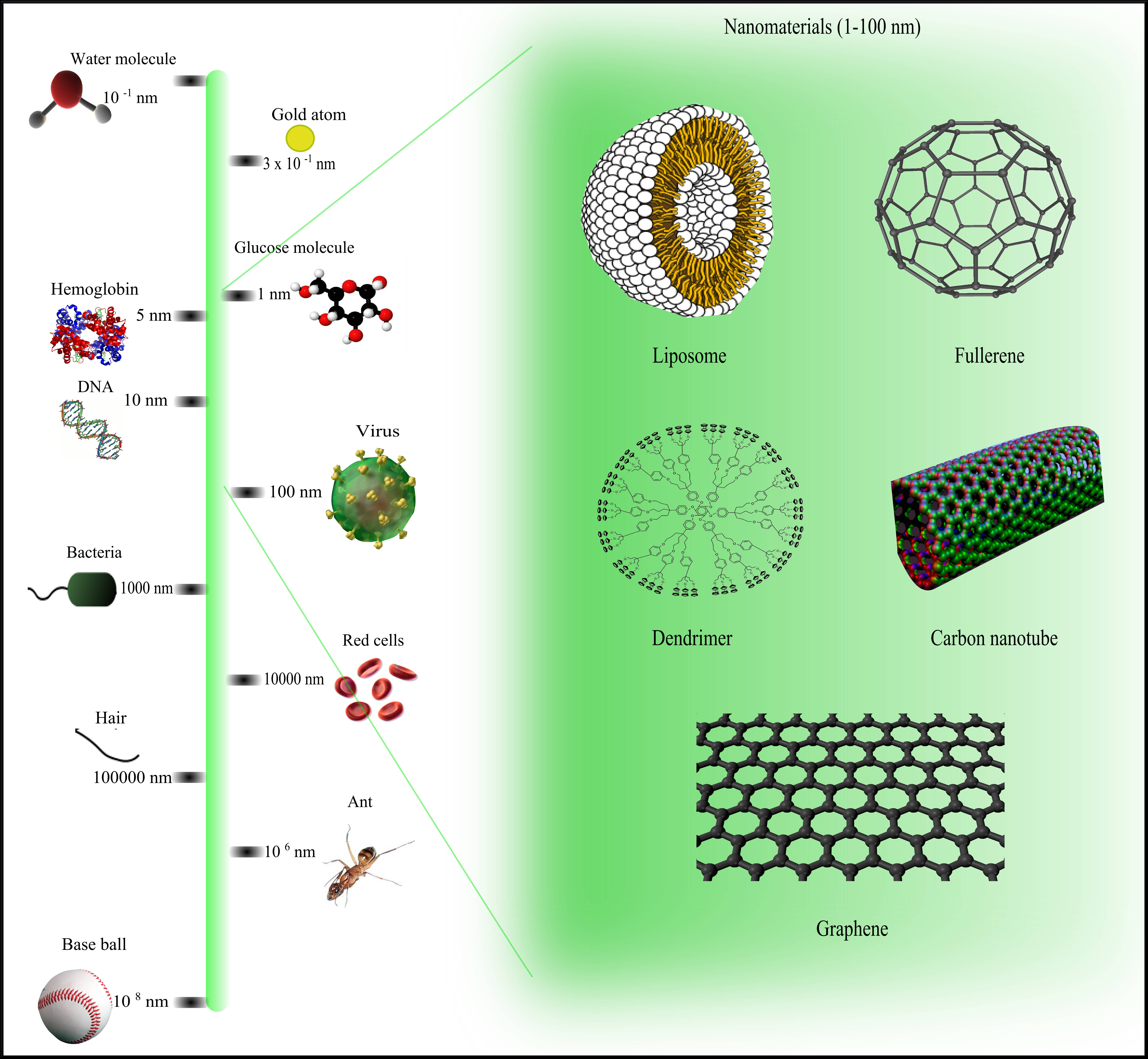
So sánh kích thước vật liệu nano

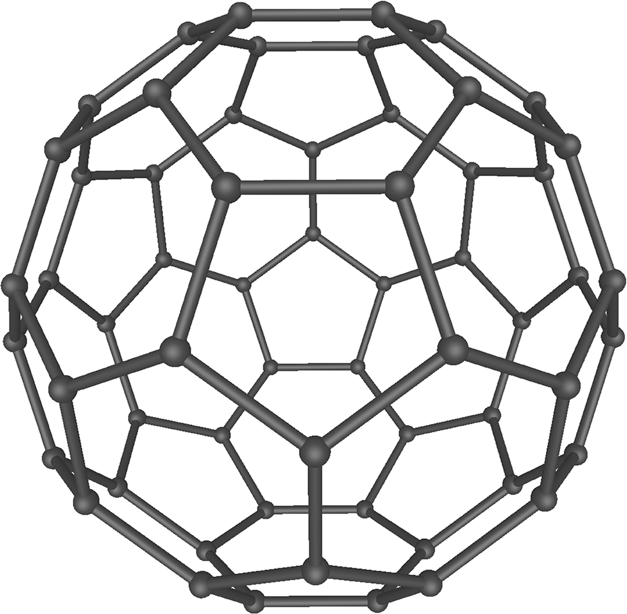
Buckminsterfullerene C _{60}, còn được gọi là buckyball, là một thành viên tiêu biểu của cấu trúc carbon được gọi là fullerenes. Các thành viên của gia đình fullerene là đối tượng nghiên cứu chính của công nghệ nano.

### Lớn hơn đến nhỏ hơn: góc nhìn vật liệu

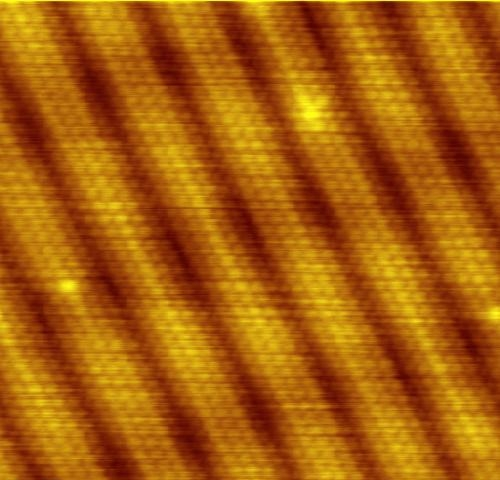
Hình ảnh tái tạo trên bề mặt Vàng (100) sạch, như được hiển thị bằng kính hiển vi quét đường hầm. Vị trí của các nguyên tử riêng lẻ tạo nên bề mặt có thể nhìn thấy được.